# Stenocercus doellojuradoi
Stenocercus doellojuradoi là một loài thằn lằn trong họ Tropiduridae. Loài này được Freiberg mô tả khoa học đầu tiên năm 1944.